# Gesù Cristo e il buon ladrone
Gesù Cristo e il buon ladrone è un dipinto del pittore veneto Tiziano Vecellio realizzato circa nel 1563 e conservato nella Pinacoteca Nazionale di Bologna.

## Descrizione e stile
Il dipinto del Tiziano espone l'episodio del Vangelo di san Luca nel quale Gesù Cristo è in croce con a sinistra il buon ladrone. 
Il buon ladrone convertito rimproverò il cattivo ladrone che bestemmiava (non raffigurato nel dipinto), ammise che «quanto a noi davvero giustamente perché paghiamo la pena dei nostri misfatti; ma lui non ha fatto nulla di male» e con Gesù disse «- Signore ricordati di me, quando giungerai nel tuo regno». Udite tali parole Gesù conversando gli disse «- Ti dico in verità: oggi sarai con me in Paradiso».
La scena è dei due corpi in croce (Gesù a destra e il buon ladrone a sinistra) che sono composti con delle pennellate illuminate dando risalto alla figura di Gesù in atteggiamento dell'atto del conversare ma soffrendo.